# Sonic the Hedgehog (soundtrack)
Sonic the Hedgehog is de originele soundtrack, gecomponeerd door Tom Holkenborg (Junkie XL) voor de film Sonic the Hedgehog uit 2020 van Jeff Fowler. Het album werd uitgebracht op 14 februari 2020 als muziekdownload door Paramount Music en op compact disc door La-La Land Records.

## Achtergrond
Op 15 februari 2019 werd Holkenborg aangekondigd als componist voor de film. De parttuur werd uitgevoerd door het orkest onder leiding van Edward Trybek. Het werd opgenomen in de ELBO Studios in Glendale en gemixt in de Computer Hell Cabin in Los Angeles. Het werd opgenomen door geluidstechnicus Chris Fogel en gemixt door Holkenborg.
Op Zanobard reviews ontving de soundtrack een gemiddelde score van 7/10.

## Tracklijst
Alle muziek is geschreven door Tom Holkenborg.
| 1.                 | Meet Sonic (Before We Start I Gotta Tell You This) | 1:32 |
| 2.                 | Welcome to Green Hills                             | 2:01 |
| 3.                 | A Very Lonely Life                                 | 2:50 |
| 4.                 | Dr. Robotnik                                       | 2:56 |
| 5.                 | That Would Work                                    | 1:48 |
| 6.                 | Is That a Drone                                    | 3:22 |
| 7.                 | Things to Do Before I Die                          | 1:19 |
| 8.                 | A Visit from the Doctor                            | 4:01 |
| 9.                 | But I Will Always Be Faster                        | 4:19 |
| 10.                | SF-Paris-Egypt-SF                                  | 3:18 |
| 11.                | Skyscraper                                         | 3:24 |
| 12.                | Not a Baby Bigfoot                                 | 2:37 |
| 13.                | He Is My Friend                                    | 4:51 |
| 14.                | A New Home                                         | 1:14 |
| 15.                | Sonic the Hedgehog                                 | 3:15 |
| Totale duur: 42:47 |                                                    |      |

## Overige muziek uit de film
Muziek uit de film die niet op het album staan zijn:
- "Friends" geschreven door Ian Tsuchiura & Kevin Villecco, uitgevoerd door Hyper Potions
- "Don't Stop Me Now" geschreven door Freddie Mercury, uitgevoerd door Queen
- "Flight of the Valkyries" geschreven door Richard Wagner, uitgevoerd door Jim Carrey
- "All Fired Up" geschreven door Leon Harrison & Matthew Morris, uitgevoerd door The Lazys
- "White Lightening" geschreven door Michael Hendrix, uitgevoerd door Tennessee River Crooks
- "Bad News" geschreven door Kevin Bowe, David Grissom & Thomas Tull, uitgevoerd door Ghost Hounds
- "I'm Turnin' 'Em Up" geschreven en uitgevoerd door Wyley Randall
- "Boom" geschreven door Ricky Reed, Adam Levin, Casey Harris, Sam Nelson Harris, Thomas Eriksen & Tom Peyton, uitgevoerd door X Ambassadors
- "Love In The City" geschreven door John Christopher Stokes
- "Where Evil Grows" geschreven en uitgevoerd door The Poppy Family featuring Terry Jacks
- "Green Hill Zone" geschreven door Masato Nakamura, uitgevoerd door Jonathan Batiste
- "Speed Me Up" geschreven door David Biral, Denzel Michael-Akil Baptiste, Wiz Khalifa, Ty Dolla $ign, Lil Yachty, Akeem Hayes & Sueco the Child, uitgevoerd door Wiz Khalifa, Ty Dolla $ign, Lil Yachty & Sueco the Child
- "Catch Me I'm Falling" geschreven door Kelly Finnigan, Joe Ramey & Maxwell Ramey, uitgevoerd door Kelly Finnigan